# Маргинтуй
Маргинтуй (бур. Мангирта) — село в Красночикойском районе Забайкальского края в составе сельского поселения «Большереченское».

## География
Село находится в западной части района на правом берегу реки Чикой напротив Прииска Большая Речка.

## Климат
Климат резко континентальный с длительной холодной зимой и умеренно тёплым летом, Большая часть осадков выпадает в тёплое время года. Средняя температура воздуха по многолетним данным составляет от —3,3 °С, июльская от +17,2 °С, январская от —27 °С. Зима продолжительная, морозная, малооблачная, безветренная. Устойчивый снежный покров образуется после 1 ноября, разрушается в апреле. Весна поздняя, холодная и сухая. Лето короткое. Продолжительность безморозного периода колеблется по годам и длится в среднем 57 дней. В отдельные годы 100—110 дней. Осень обычно сухая и солнечная.

## История
Получило известность в 1782 году. Официальный год основания 1923-й.

## Население
| 1926 | 1989 | 2002 | 2010 | 2021 |
| ---- | ---- | ---- | ---- | ---- |
| 450  | ↘11  | ↘6   | ↘3   | ↘0   |

В селе было учтено 6 человек в 2002 году (русские 100 %), 3 человека в 2010 году.